# Stazioni della metropolitana di Torino
Questo è l'elenco delle stazioni della metropolitana di Torino, comprendente tutte le stazioni attualmente aperte e non della metropolitana di Torino gestite dal Gruppo Torinese Trasporti (GTT). La maggior parte di esse si trovano nel comune di Torino. Le altre, quelle di fuori dell'area comunale, si concentrano soprattutto nella zona ovest.

## Stazioni aperte
La tabella indica il nome di ogni stazione, la linea (o le linee) su cui è situata, la città e la zona (quest'ultima solo se si parla di Torino) in cui si trova la stazione, la data della prima apertura, la tipologia e gli eventuali interscambi.
In azzurro le stazioni di interscambio con linee SFM, regionali o nazionali.
| Stazione                     | Linea   | Città    | Circoscrizione                    | Data apertura    | Tipologia   | Interscambi |
| ---------------------------- | ------- | -------- | --------------------------------- | ---------------- | ----------- | ----------- |
| Bengasi                      | Linea 1 | Torino   | Circoscrizione 8                  | 23 aprile 2021   | sotterranea |             |
| Bernini                      | Linea 1 | Torino   | Circoscrizione 3 Circoscrizione 4 | 4 febbraio 2006  | sotterranea |             |
| Carducci-Molinette           | Linea 1 | Torino   | Circoscrizione 8                  | 6 marzo 2011     | sotterranea |             |
| Dante                        | Linea 1 | Torino   | Circoscrizione 8                  | 6 marzo 2011     | sotterranea |             |
| Fermi                        | Linea 1 | Collegno | -                                 | 4 febbraio 2006  | sotterranea |             |
| Italia 61 - Regione Piemonte | Linea 1 | Torino   | Circoscrizione 8                  | 23 aprile 2021   | sotterranea |             |
| Lingotto                     | Linea 1 | Torino   | Circoscrizione 8                  | 6 marzo 2011     | sotterranea |             |
| Marche                       | Linea 1 | Torino   | Circoscrizione 3 Circoscrizione 4 | 4 febbraio 2006  | sotterranea |             |
| Marconi                      | Linea 1 | Torino   | Circoscrizione 8                  | 6 marzo 2011     | sotterranea |             |
| Massaua                      | Linea 1 | Torino   | Circoscrizione 3 Circoscrizione 4 | 4 febbraio 2006  | sotterranea |             |
| Monte Grappa                 | Linea 1 | Torino   | Circoscrizione 3 Circoscrizione 4 | 4 febbraio 2006  | sotterranea |             |
| Nizza                        | Linea 1 | Torino   | Circoscrizione 8                  | 6 marzo 2011     | sotterranea |             |
| Paradiso                     | Linea 1 | Collegno | -                                 | 4 febbraio 2006  | sotterranea |             |
| Porta Nuova                  | Linea 1 | Torino   | Circoscrizione 1                  | 5 ottobre 2007   | sotterranea |             |
| Porta Susa                   | Linea 1 | Torino   | Circoscrizione 1                  | 9 settembre 2011 | sotterranea |             |
| Pozzo Strada                 | Linea 1 | Torino   | Circoscrizione 3 Circoscrizione 4 | 4 febbraio 2006  | sotterranea |             |
| Principi d'Acaja             | Linea 1 | Torino   | Circoscrizione 3 Circoscrizione 4 | 4 febbraio 2006  | sotterranea |             |
| Racconigi                    | Linea 1 | Torino   | Circoscrizione 3 Circoscrizione 4 | 4 febbraio 2006  | sotterranea |             |
| Re Umberto                   | Linea 1 | Torino   | Circoscrizione 1                  | 5 ottobre 2007   | sotterranea |             |
| Rivoli                       | Linea 1 | Torino   | Circoscrizione 3 Circoscrizione 4 | 4 febbraio 2006  | sotterranea |             |
| Spezia                       | Linea 1 | Torino   | Circoscrizione 8                  | 6 marzo 2011     | sotterranea |             |
| Vinzaglio                    | Linea 1 | Torino   | Circoscrizione 1                  | 5 ottobre 2007   | sotterranea |             |
| XVIII Dicembre               | Linea 1 | Torino   | Circoscrizione 1                  | 4 febbraio 2006  | sotterranea |             |

## Stazioni in costruzione
La tabella indica il nome di ogni stazione, la linea d'ubicazione, la città di locazione, le date di inizio e prevista fine dei lavori, la tipologia e gli eventuali interscambi.
In azzurro le stazioni di interscambio con linee SFM, regionali o nazionali.
| Stazione        | Linea   | Città    | Circoscrizione | Data inizio lavori | Data fine lavori | Tipologia   | Interscambi |
| --------------- | ------- | -------- | -------------- | ------------------ | ---------------- | ----------- | ----------- |
| Cascine Vica    | Linea 1 | Rivoli   | -              | 2019               | 2024             | sotterranea |             |
| Certosa         | Linea 1 | Collegno | -              | 2019               | 2024             | sotterranea |             |
| Collegno Centro | Linea 1 | Collegno | -              | 2019               | 2024             | sotterranea |             |
| Leumann         | Linea 1 | Collegno | -              | 2019               | 2024             | sotterranea |             |